# Isotima isarogae
Isotima isarogae är en stekelart som beskrevs av Jonathan 1980. Isotima isarogae ingår i släktet Isotima och familjen brokparasitsteklar. Inga underarter finns listade i Catalogue of Life.